# Quake 4
Quake 4 er det nyeste spil i Quake-serien. Denne gang udvikles spillet af Raven Software frem for id Software, der dog følgende har givet Raven inputs og idéer til spillet. Historien foregår lige efter Quake II. Rummarineinfanteristen fra Quake II har fuldført sin mission. Man er i dette spil en anden rummarineinfanterist, som tager del i menneskenes angreb på de onde Stroggs planet.